# Departament de Veinticinco de Mayo (Misiones)
Veinticinco de Mayo és un dels disset departaments en els quals es divideix la província de Misiones, a l'Argentina, situat al centre-est de la província.
Limita amb els departaments de Cainguás, Guaraní, Oberá, i al sud amb la República Federativa de Brasil separat pel riu Uruguai.
El departament té una superfície de 1.629 km², equivalent a 5,8% del total de la província. La seva població és de 27.754 habitants, segons el cens 2010 (INDEC). La seva localitat capçalera és Alba Posse.
Les activitats econòmiques estan relacionades fortament amb el cultiu de tabac, te i herba mate, així com el repoblament. Altres activitats econòmiques inclouen la nàutica i la pesca esportiva.
Al departament 25 de maig es troba la comunitat aborigen Mbya Guaraní a 13 quilòmetres de distància del poble de 25 de Mayo. La comunitat compta amb una propietat de 3200 hectàrees. Actualment hi habiten 36 famílies aproximadament, el Primer Cacic va ser Dionisio Duarte, Primer Cacic General de Misiones.
Al departament de 25 de Maig, hi ha el municipi de 25 de Mayo on hi ha el llogaret aborigen Mbya Guaraní comunitat Tamandúa (Tekoa); a la comunitat hi ha una de les 10 seus de la SRMTIC (Secundària Rural Mediades per Tecnologies). La seu hi està instal·lada des del 2014.

## Història
Va ser creat el dia 26 de desembre de 1956 pel decret llei Núm. 1668, el qual establia els 17 departaments que té la província de Misiones. La seva extensió original era de 1542 km², dividint-se en tres municipis: Alba Posse, Colonia Aurora i 25 de Mayo. La seva capçalera és la localitat d'Alba Posse, batejada amb el cognom del seu fundador, l'enginyer agrònom Rodolfo Alba Posse, que el 1927 va fer els primers passos per establir un poble en una zona coneguda fins aleshores com a Puerto Rubens, a la vora del riu Uruguai.
El 1964, amb la creació del municipi de Dos de Mayo, se li van annexar dues fraccions sobre el desllindament Nord-oest preses del Departament Cainguás, per a ser integrades als municipis de Colonia Aurora i 25 de Mayo i una altra fracció sobre el costat Nord-est fins a l'arroyo Chafariz, cedida pel Departament Guaraní. El 1978, amb la creació del municipi de San Vicente, aquesta fracció va ser novament retornada al Departament Guaraní, definint-se així els actuals límits del Departament Veinticinco de Mayo.

## Població
El departament té una població de 27.754 habitants, segons el cens 2010 (INDEC). Quant a la proporció de població de cada municipi: el 46,5% s'ubica a 25 de Mayo, el 27,9% a Colonia Aurora i el restant 25,6% a Alba Posse, la capçalera departamental.
| Cens Any | Població |
| -------- | -------- |
| 1960     | 10.212   |
| 1970     | 16.824   |
| 1980     | 22.789   |
| 1991     | 24.422   |
| 2001     | 27.187   |
| 2010     | 27.754   |

## Galeria

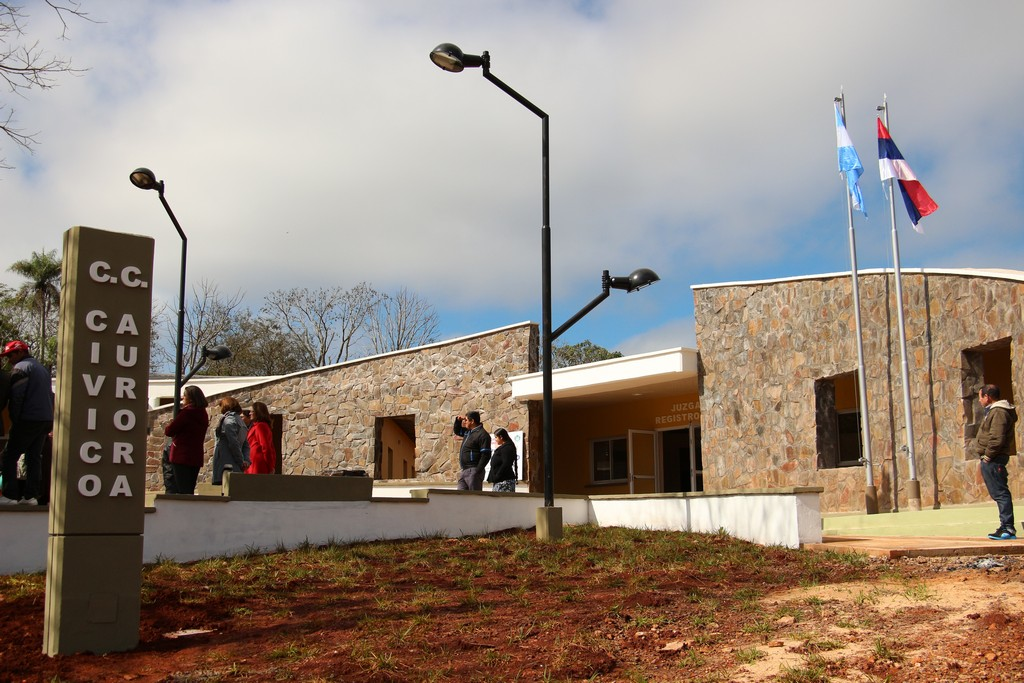
Centro Cívic de Colonia Aurora.
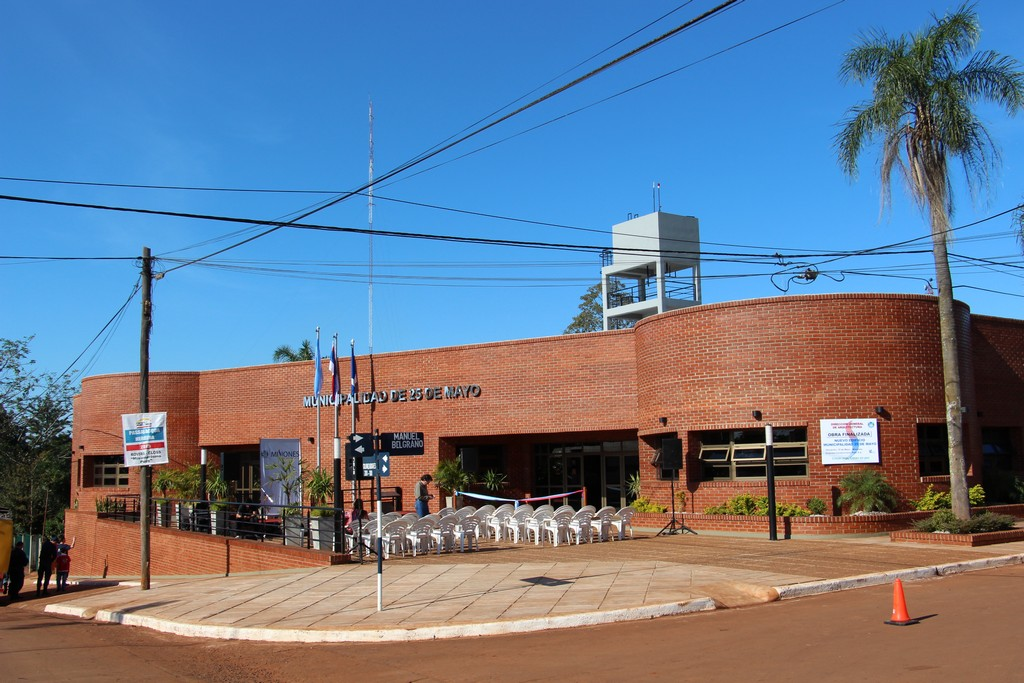
Edifici municipal de 25 de Mayo.
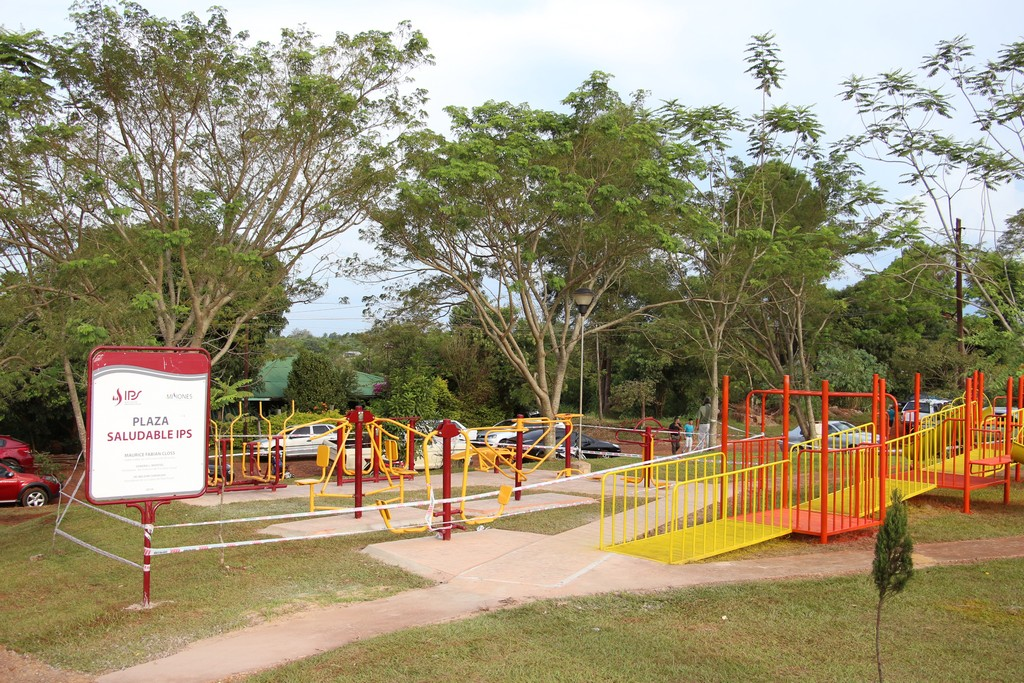
Plaça saludable d'Alba Posse.